# Robecco d'Oglio
Robecco d'Oglio là một đô thị ở tỉnh Cremona, vùng Lombardia của Italia, có vị trí cách khoảng 80 km về phía đông nam của Milan và khoảng 15 km về phía bắc của Cremona. Tại thời điểm ngày 31 tháng 12 năm 2004, đô thị này có dân số 2.225 người và diện tích là 18,1 km².
Robecco d'Oglio giáp các đô thị: Corte de' Cortesi con Cignone, Corte de' Frati, Olmeneta, Pontevico, Pozzaglio ed Uniti, Verolavecchia.